# لری ۳۰۴۴۰
سیارک ۳۰۴۴۰ (به انگلیسی: 30440 Larry، نامگذاری:2000MG) سی هزار و چهارصد و چهلمین سیارک کشف شده‌است که در ۲۲ ژوئن ۲۰۰۰ کشف شد.